# Kamień (województwo lubuskie)
Kamień (niem. Kähmen) – wieś w Polsce położona w województwie lubuskim, w powiecie krośnieńskim, w gminie Krosno Odrzańskie.
Kamień w czasach nowożytnych, w XVIII wieku oraz Morsko były własnością rodziny von Vogel, ale majątek już w 1764 roku przeszedł na własność urzędnika z Krosna o nazwisku Bochen. Jacob Caspar dobra kamieńskie nabył w 1837 roku, a po jego śmierci, prawie do końca XIX wieku pozostawały w rękach jego kolejnych spadkobierców. W 1879 roku odnotowano, że dobra należały do Georga Caspara, a we wsi pracowały młyn i tartak parowy, wapniarnia oraz cegielnia. Majątek w 1892 roku był własnością Paula Friedricha Egera, a do królewskiego nadleśniczego Eberharda von Groote należał przed II wojną światową. Po niemieckich właścicielach dóbr kamieńskich pozostał położony w północno–zachodniej części wsi zespół pałacowo–parkowy i folwarczny. Pałac z lat trzydziestych XX wieku, otoczony parkiem krajobrazowym jest dominującym obiektem zespołu, do którego prowadzi owalny podjazd z kamienną fontanną pośrodku. Wokół podwórza gospodarczego są zgrupowane budynki folwarczne. 
W latach 1975–1998 miejscowość administracyjnie należała do województwa zielonogórskiego.

## Zabytki
Do wojewódzkiego rejestru zabytków wpisany jest:
- zespół pałacowy i folwarczny, z połowy XIX wieku, po 1930 roku:
  - pałac jest budowlą założoną na planie prostokąta z tarasem przy fasadzie i werandą przy elewacji ogrodowej. Obiekt posiada wysoki dach czterospadowy z wystawkami. W elewację frontową jest wkomponowany ryzalit, który wieńczy nieduży taras, a w części dachowej facjata. Portal wejściowy mieści się w ryzalicie. We wnętrzu budynku, który po 1945 roku został znacznie przekształcony w związku z dostosowaniem go do potrzeb technikum Rolniczego, zachowała się jedynie częściowo historyczna stolarka okienna i drzwiowa oraz snycerka klatek schodowych. Pałac wraz z pozostałymi elementami założenia znajduje się obecnie w rękach prywatnych[4].
  - dom mieszkalny
  - park z aleją dojazdową
  - ptaszarnia
  - stodoła
  - budynek gospodarczy
  - dwa magazyny.